# Antiphates (Trojanisches Pferd)
Antiphates (altgriechisch Ἀντιφάτης Antiphátēs) ist eine Gestalt der griechischen Mythologie.
Laut Tryphiodoros, einem ägyptischen Dichter des 3. oder 4. Jahrhundert n. Chr., und Johannes Tzetzes, einem byzantinischen Gelehrten des 12. Jahrhunderts, war Antiphates Teilnehmer am Trojanischen Krieg und gehörte zu jenen Griechen, die sich im Trojanischen Pferd versteckten.